# Сторч, Скотт
Скотт Спе́нсер Сторч (англ. Scott Spencer Storch; род. 16 декабря 1973, Лонг-Айленд, Нью-Йорк) — американский музыкальный продюсер, по большей части работающий с хип-хоп-музыкой. Он продюсировал хиты многим известным исполнителям, таким как Джастин Тимберлейк, Бейонсе, Кристина Агилера, Dr. Dre и Lil’ Kim. Он спродюсировал песню «Cry Me a River» Тимберлейка, «Baby Boy», «Naughty Girl», «Me, Myself & I», Westside Story, «Still D.R.E.» и многие другие.

## Биография
Сторч родился на Лонг-Айленде (штат Нью-Йорк). Его мать, Джойс Сторч, была клубной певицей. А отец, Фил Сторч, — репортёром. Родители зарабатывали мало, постоянно скандалили и избивали друг друга. Они развелись в 1983 году. Сторч остался жить с бабушкой и дядей. Его дядя, Джереми Сторч, был основателем соул-рок-группы The Vagrants.
В возрасте 11 лет Сторч переехал в Майами (Флорида), где и вырос. Скотт сбежал из дома в возрасте 15 лет. Он жил в квартире своего лучшего друга DJ Scratch. В 1993 году Сторч присоединился к хип-хоп-коллективу The Roots в качестве клавишника. За 2 года, проведённых в составе группы, он заработал репутацию талантливого музыканта и параллельно вносил всё больший вклад в дело группы, иногда принимая на себя обязанности продюсера.    

## Карьера
Первый личный прорыв случился в 2000 году, когда Dr. Dre использовал риффы за его авторством для главного хита со своего нового альбома, «Still D.R.E.». Сотрудничество с ним не прошло даром и вылилось в плодотворную работу с Xzibit и Snoop Dogg